# いちばん暗いのは夜明け前
いちばん暗いのは夜明け前（いちばんくらいのはよあけまえ）は、テレビ東京で2005年7月3日から9月25日まで、毎週月曜午前2時（日曜深夜）から午前2時00分から午前2時30分まで（テレビ東京月曜未明の深夜ドラマ）放送されたテレビドラマである。の30分番組。全14話(テレビ第1〜13話＋DVD第14話)。メインスポンサーはフォーサイド・ドット・コム。

## 概要
「富江」の及川中監督による「恐怖と快楽」をテーマにしたゴシックホラードラマ。ソニン演じる不破 凡を語り部役として、海沿いの町にあるアパート「メゾン」204号室を中心にストーリーは進行していく。基本的には1話毎に独立したストーリーが展開し、主人公も1話毎に入れ替わる。
当初から、DVDの発売や動画配信が計画されており、動画視聴サイトからの配信も行われた。DVDは1巻につき1話が収録され、それぞれに映像特典としてメイキング映像が同時収録された。また初回限定で本編のすべてを3枚のDVDに纏め映像特典DVDを1枚セットにしたDVD-BOXも発売された。

## キャスト
| 役名                  | キャスト     | 登場話      |
| --------------------- | ------------ | ----------- |
| 不破 凡(フワ ハン)    | ソニン       |             |
| 不破 天               | 大塚安里     | 1-4,10-13   |
| 不破 京               | 館野友里夏   | 1,2,4,11-13 |
| 不破 界               | 館野史津夏   | 1,2,4,11-13 |
| ソノダ アイコ         | 熊田曜子     | 1,2,11-13   |
| スミタ ナオコ         | 安田美沙子   | 1,2,11-13   |
| 田村                  | 渋谷正次     | 1-4,6,8,11  |
| メゾン管理人          | 森下能幸     | 1,2,4,13    |
| 鏑木 亜里             | 今宿麻美     | 2-13        |
| 沢木 夕子             | 播田美保     | 2-9,11-13   |
| 毒島 卓也             | 藤山義将     | 2-7,9,11-13 |
| 警察官                | 隈部洋平     | 2,4,9       |
| 竹内署長              | 川島宏知     | 5,11        |
| 司法解剖医            | 河田義市     | 2           |
| タエコ                | 長澤奈央     | 3           |
| リエ                  | 福井裕佳梨   | 3           |
| マキ                  | 松原渓       | 3           |
| トモ                  | 千代谷美穂   | 3           |
| サチコ                | 神楽坂恵     | 4           |
| 上司                  | 伊藤洋三郎   | 4           |
| 男性社員              | カン ユ フン | 4           |
| 女性社員              | 川原京       | 4           |
| ハルコ                | 佐藤寛子     | 5           |
| シンジ                | 倉貫匡弘     | 5           |
| バイト仲間            | 吉村沙耶香   | 5           |
| バイト仲間            | 加藤真弓     | 5           |
| バイト仲間            | 小谷嘉一     | 5           |
| ナンパ                | 加藤裕人     | 5           |
| リリイ(アラキ マスミ) | 安めぐみ     | 6           |
| コウイチ              | 志ガヤ一馬   | 6           |
|                       | 鶴志博       | 6           |
|                       | 成田賢壱     | 6           |
|                       | 吉川拓臣     | 6           |
|                       | 野田ひろみ   | 6           |
| クミコ                | かでなれおん | 7           |
| 害虫駆除業者          | みのすけ     | 7           |
| リョウコ              | 山崎真実     | 8           |
| ショウコ              | 佐野光来     | 8           |
|                       | 松坂わかこ   | 8           |
| クミ                  | 上野未来     | 9           |
| 警察官                | 笠兼三       | 9           |
| ストーカー風の男      | 花房徹       | 9           |
| ミキ                  | 夏川純       | 10          |
| トモアキ              | 谷口賢志     | 10          |
| ミスミ                | 鈴木一功     | 10,11       |
|                       | 高田健一     | 12          |
|                       | 豊永伸郎     | 12          |
|                       | 中村龍介     | 12          |
|                       | 鈴木一寛     | 13          |

## 放送データ
- キー局: TX
- 局系列: TXN
- 放送曜日: 日曜日
- 放送期間: 2005/07/03〜2005/09/25
- 放送時間: 26:00-26:30
- 放送回数: 13回

| 話数   | サブタイトル           | 放送日                    | 放送時間変更                                 |
| ------ | ---------------------- | ------------------------- | -------------------------------------------- |
| 第1話  | 204号室                | 2005年7月3日 26:00-26:30  |                                              |
| 第2話  | 親友                   | 2005年7月10日 26:00-26:30 |                                              |
| 第3話  | 人魚姫                 | 2005年7月17日 26:00-26:30 |                                              |
| 第4話  | マイ・ラブリー・ペット | 2005年7月24日 26:00-26:30 |                                              |
| 第5話  | ドーリー               | 2005年7月31日 26:00-26:30 |                                              |
| 第6話  | 赤い女                 | 2005年8月7日 26:00-26:30  |                                              |
| 第7話  | 奴                     | 2005年8月14日 26:00-26:30 |                                              |
| 第8話  | アルケミスト           | 2005年8月21日 26:20-26:50 | 「上を向いて歩こう 坂本九物語」              |
| 第9話  | クローゼットの中       | 2005年8月28日 26:00-26:30 |                                              |
| 第10話 | ティッシュ             | 2005年9月4日 26:12-26:42  | 「完成！ドリームハウススペシャル」           |
| 第11話 | 凡と天                 | 2005年9月11日 27:30-28:00 | 「TXN衆院選スペシャル ザ・決断！世紀の決戦」 |
| 第12話 | アイコ                 | 2005年9月18日 26:00-26:30 |                                              |
| 第13話 | 不破族                 | 2005年9月25日 26:00-26:30 |                                              |

- プロローグ - TV未放映、DVD-BOX映像特典

## スタッフ
| 企画・製作                           | フォーサイド・ドット・コム |
| 制作協力                             | アルチンボルド |
| 制作進行                             | 大塚友之 |
| 制作部長                             | 恵比寿昌司 |
| エグゼクティブプロデューサー         | 岩田昌之 |
| プロデューサー                       | 花村佳代子、成田尚哉、東快彦 |
| ポストプロダクション・プロデューサー | 宮田三清 |
| アシスタント・プロデューサー         | 上田平一則、細谷剛、三浦綾乃 |
| 監督                                 | 及川中 |
| 振付                                 | 伊藤健人 (2)、橋詰紗也香 (2) |
| キャスティング                       | 大竹理永 |
| 助監督                               | 伊野部陽平 |
| 監督助手                             | 高山奈央子、山本大輔、梅田藍子 |
| 監督補                               | 西保典 |
| 脚本                                 | 及川中 (1-3,5-9,11-13)、伊野部陽平 (4,10) |
| 音楽                                 | 三善雅己 |
| オルゴール曲                         | 戸田和志 (3-13) |
| 音響効果                             | 田建三 (1-2)、丹雄二 (3-13) |
| 撮影監督                             | 瀬川龍 |
| 美術監督                             | 十時かの子 |
| 照明                                 | 久米雅夫 |
| 録音                                 | 長尾風法 |
| 編集                                 | 滝沢雄作 |
| VFX                                  | 梁原宣弘 |
| ダビング                             | 村上浩 |
| 撮影助手                             | 河戸浩一郎、市川高穂 |
| 照明助手                             | 前原龍一郎、大泉恵、会田勝康 |
| 照明応援                             | 金田佑輔、長島信恵 |
| 録音助手                             | 加唐学 |
| 技術協力                             | ACTIVE CINE CLUB、ATOM X |
| スタジオ                             | インタースタジオ |
| セット監督                           | 高野雅幸 |
| セットコーディネート                 | 園江清、園江淳 |
| ヘアメイク                           | 岩橋奈都子 |
| 衣裳                                 | 十時かの子 |
| 美術助手                             | 宮崎彩 |
| 美術・衣裳助手                       | 根岸弥生 |
| 特殊メイク・特殊造型                 | ピエール須田 |
| 特殊メイク                           | 土肥良成、高橋勇也 |
| ヘアメイク助手                       | 手塚愛、郡司沙織、松下陽子 |
| ミニチュア製作                       | フィンガー水谷 |
| 人形製作                             | 安藤早苗 (5) |
| ボンデージウェア制作                 | GAIYA (4) |
| ボンデージウェア                     | VAZEL (4) |
| セット協力                           | ダヴィンチ |
| メイキング                           | 三好保洋 |
| スチール                             | 金丸雅代 |
| ラテン語指導                         | 金子律司 |
| 撮影協力                             | ロシア雑貨「いりえのほとり」、ニューテリトリー、富士孝エステート、安藤早苗人形教室 (5)、矢壁彰太 (8)、飾り屋 (10-11)、井上プリーツ (12)、新宿ミシン (12)、木村菓実子 (12) |

## 主題歌
- 小さな夜旅/ソニン（2005/9/14ダウンロード限定で販売 作詞・作曲:スキマスイッチ）

## 放送局
- テレビ東京（TX・テレビ東京系列）：2005年7月3日 - 9月25日、月曜2:00-2:30（日曜深夜）
- TVQ九州放送（テレビ東京系列）：2008年4月 - 6月。火曜1:23-1:53（月曜深夜）。
- 北海道テレビ放送（HTB・テレビ朝日系列）：2008年7月 - 9月。木曜 25:10 - 25:40（水曜深夜）。
- 瀬戸内海放送（KSB・テレビ朝日系列）：2009年3月23日 - 6月。火曜1:40-2:10（月曜深夜）。